# دودوا
دودوا هي مدينة تقع في منطقة أكرا الكبرى في غانا، وهي عاصمة مقاطعة دانغمي ويست، والآن مقاطعة شاي أوسودوكو.
تقع المدينة على بعد 39 كم من العاصمة أكرا، وجد الموقع السياحي البارز هناك غابة دودوا، يحتفلون بـ «مهرجان النعيمي»، هناك غابة تاريخية حيث انتهت حرب كاتامانسو، يقع شلال Tsenku في غابة دودوا التاريخية، يسقط هذا الشلال الجميل من ارتفاع حوالي 250 قدمًا، ويمتد على صخور طبقية إلى بركة باردة ونظيفة وواضحة مع عدد كبير من البلطي، ينضم تيار Tsenku بواسطة مجريين آخرين "Sanyade" و "Popotsi" قبل التعرج في البحر.
يوجد أيضًا مركز مركز دودوا للبحوث الصحية الذي يتخصص في الأبحاث المتعلقة بالصحة وبحوث التنفيذ.

## أعلام
- إدوارد أكوفو إدو